# Ivana Karhanová
Ivana Karhanová (rozená Šalomonová, * 9. května 1979 Znojmo) je česká podnikatelka a bývalá televizní moderátorka, ředitelka PR agentury Margetroid, mediální poradkyně. V letech 2014 až 2019 provozovala rodinnou restauraci Králík v rádiu. V letech 2008 až 2010 byla moderátorkou televizních pořadů Studio Burza a Investorského magazínu České televize. Od roku 2010 pak editorkou a moderátorkou ekonomického zpravodajství televize Z1.

## Profesní kariéra
Svoji kariéru začínala již během studia na vysoké škole jako recepční v hotelu, později působila jako finanční poradkyně. U této profese zůstala i po ukončení studia. V roce 2008 nastoupila do České televize na pozici televizní moderátorky, kde necelé dva roky moderovala pořady Studio Burza a Investorský magazín. V roce 2010 nastoupila do televize Z1 na pozici editorky obsahu a moderátorky ekonomického zpravodajství.

## Podnikatelská kariéra
Po ukončení činnosti televize Z1 začala Ivana podnikat v oblasti mediální komunikace a gastronomie.

### PR agentura Margetroid
V únoru 2011 založila PR agenturu Margetroid, zaměřenou na klienty z finančního a investičního sektoru.
V agentuře se věnuje strategické a krizové PR komunikaci a pro klienty z řad firem, institucí a politiky pořádá mediální tréninky.

### Restaurace Králík v rádiu
V roce 2014 založila pod názvem Králík v rádiu vlastní koncept restaurace a kavárny s dětskou hernou.

## Vzdělání
Vystudovala obor ekonomie na Institutu Ekonomických Studií (IES) Fakulty sociálních věd Univerzity Karlovy, kde v roce 2005 získala magisterský titul.

## Osobní život
Ivana Karhanová se narodila ve Znojmě. Je vdaná za Michala Karhana, se kterým má dvě děti.
Amatérsky se věnuje běžeckým závodům na dlouhých tratích, například maratonu, půlmaratonu nebo běhu na 10 kilometrů.
V letech 2014, 2016 a 2017 se Ivana v rámci běžecké ligy RunCzech stala vítězem ženské kategorie Majitelů firem, 35–39 let.
| Maraton                  | Čas      | Místo | Datum           |
| ------------------------ | -------- | ----- | --------------- |
| Volkswagen Maraton Praha | 04:10:24 | Praha | 08. května 2016 |